# Voden, Iambol
Voden (în bulgară Воден) este un sat în comuna Bolearovo, regiunea Iambol,  Bulgaria. 

## Demografie
Componența etnică a satului Voden
     Turci (2,59%)
     Nicio identificare (1,44%)
     Bulgari (67,72%)
     Romi (28,24%)
La recensământul din 2011, populația satului Voden era de 347 locuitori. Din punct de vedere etnic, majoritatea locuitorilor (67,72%) erau bulgari, existând și minorități de romi (28,24%) și turci (2,59%). Pentru 1,44% din locuitori nu este cunoscută apartenența etnică.